# Bunraku
A bunraku egy japán bábművészeti színház megnevezése. A bunraku szót egyúttal a bábokra is használják. A legnevezetesebb színháza Japánban Iidában van. A Szuva szentély területén található a színház épülete. Az itteni együttes 1688 óta létezik és dolgozik, folyamatosan.

## A bunraku bábok
A bunraku bábok igen nagy méretűek, elérhetik a másfél méteres nagyságot is, általában azonban inkább méteresek. Gazdag öltözetük hosszú ideig, gondos munkával készül. A vázat fából, a ruhákat pedig természetes ruhaanyagokból formálják. A bunraku bábokat három ember mozgatja. A fő játékos az, aki a fejet (az arcot), és a jobb kezet irányítja, míg a bal kezet is, és a lábakat is egy-egy társa mozgatja. Igen fontos az, hogy a bábokat mozgató színészek összehangoltan dolgozzanak. Japánban azt tartják, hogy az igazán élethű mozgatáshoz 10 évet is el kell tölteni egy-egy mozgató szerepkörben. 

## A Kuroda Együttes Színháza Iidában
A bunraku bábszínjátszás központja Japánban Iida. A városka 100 000 lakosú és a Japán Alpok vidékén, Tokiótól 300 kilométerre nyugatra fekszik. A színház a város szélén álló Sowa Szentély területén található. Van nyári, szabadtéri színpada is, és téli játszásra alkalmas színházterme is. A város központjában külön múzeum mutatja be néhány darab bábalakjait. 

## A bunrakubábszínházielőadás
A színházi előadáson föllép a mesélő, aki a színpad szélén, egy magaslaton ülve mondja el a történetet. Az előadást egyetlen hangszeres művész kíséri, aki a samiszen nevű hangszeren játszik. Régebben a mozgató bábművészek láthatatlanok voltak, ma már azonban fekete ruhában mozogva és mozgatva a bábot ők is láthatók a színpadon.
A bunraku színjátszás fölvirágzása a 17. századra esik. Ez a Tokugava sógunátus, vagyis az Edo-korszak ideje Japánban. A bunraku színjátszás sikerében fontos szerepe volt Csikamacu Monzaemonnak, aki sok színdarabot írt.